# Vates obscura
Vates obscura är en bönsyrseart som beskrevs av Toledo Piza 1983. Vates obscura ingår i släktet Vates och familjen Mantidae. Inga underarter finns listade i Catalogue of Life.